# مضيق توليك كانجيرلوارسوك
مضيق توليك كانجيرلوارسوك (بالجرينلاندية: Kangerluarsuk Tulleq)، هو مضيق بحري بطول 28 كم (17 ميل) في بلدية كيكاتا غرب جرينلاند. يقع شمال مدينة سيسيميوت، ويصب في مضيق دافيس جهة الغرب.